# Papa (lied)
Papa is een single van de Nederlandse muzikant Stef Bos, afkomstig van zijn debuutalbum Is dit nu later uit 1990. In februari 1991 werd het nummer op single uitgebracht. Het was zijn vierde poging de hitparade te bereiken. Het onderwerp van het nummer is dat Bos in eerste instantie dacht veel te verschillen van zijn vader (Jij hebt jouw ideeën, Ik heb mijn ideeën), maar er gaandeweg bewust van wordt, dat de appel niet ver van de boom valt (Papa, ik lijk steeds meer op jou). In 1999 werd de single opnieuw uitgebracht op cd-single, ditmaal in een liveversie. Deze versie behaalde géén notering in de hitlijsten.

## Achtergrond
Stef Bos schreef het nummer in 1988, toen bij zijn vader kanker werd gevonden. In diezelfde periode hadden Bos en zijn vader een verschil van mening over de beleving van religie (zijn vader was streng gereformeerd, Bos zelf was bijna atheïst geworden). Bos voorzag, dat als zijn vader zou overlijden, zij elkaar nooit meer zouden zien (zijn vader geloofde in een hemel, Bos niet). Zijn vader genas hierna echter. Op 10 juni 2014 overleed 'papa' Bos alsnog.
De single werd in Nederland veel gedraaid op de landelijke radiozenders en werd een hit in de destijds twee landelijke hitlijsten op de nationale publieke popzender Radio 3 en bereikte de 8e positie in zowel de Nederlandse Top 40 als de Nationale Top 100.
In België bereikte de single de 38e positie in de voorloper van de Vlaamse Ultratop 50. In zowel de Vlaamse Radio 2 Top 30 als de voorloper van de Waalse Ultratop 50 werd géén notering behaald.
De single bereikte de hitparades begin 1991, maar de oorsprong van het nummer komt uit 1988, toen de zanger inderdaad besefte dat hij in steeds meer dingen op zijn vader ging lijken. Tijdens een optreden van Stef Bos in Pretoria, Zuid-Afrika vertelde hij over het moment in 1988 dat het nummer ontstaan is. Ook in de aflevering van Ali B op volle toeren waarbij rapper Negativ het nummer in een autobiografische rapversie giet, vertelt Bos over het ontstaan van het nummer: hij legt uit dat zowel hij als zijn vader moeite hadden om emoties te bespreken en dit nummer gebruikte om hem duidelijk te maken dat hij van hem houdt. Dit vooral ook vanwege de ernstige ziekte van zijn vader en de weinig rooskleurige toekomstverwachtingen toen.
In 2016 bracht Stef Bos zelf enkele wijzigingen aan in het lied. 'Ik geloof in niets' wordt nu 'Ik geloof iets anders' en in de zin 'we komen elkaar na de dood nooit meer tegen' verschijnt het woord 'misschien'. Bos was minder stellig geworden in het afzweren van religie, aldus Bos in een interview in Adieu God? met Tijs van den Brink (uitgezonden 8 april 2018).
In maart 2023 vertelde Bos bij Bert Kranenbarg (Bertop5) op NPO Radio 5 dat zijn vader het niet met hem eens was; Stef leek veel meer op zijn moeder. 
Sinds de allereerste editie in december 1999 staat de single onafgebroken genoteerd in de jaarlijkse NPO Radio 2 Top 2000 van de Nederlandse publieke radiozender NPO Radio 2, met als hoogste notering een 28e positie in 2006.

### Rap-versie van Negativ
In de uitzending van woensdagavond 26 januari 2011, tijdens het allereerste seizoen van het TROS-tv-programma Ali B op volle toeren, worden de rapper Negativ en Stef Bos aan elkaar gekoppeld. Volgens de formule van het programma maken de artiesten vervolgens een eigen versie van elkaars grootste hit. Negativ moet vervolgens het zeer persoonlijke en autobiografische nummer Papa in een eigen uitvoering brengen. Maar waar Bos het nummer schreef om zijn - onuitgesproken - liefde jegens zijn vader duidelijk te maken heeft Negativ juist heel weinig liefde en respect voor zijn vader, vooral omdat die het gezin op heel jonge leeftijd in de steek liet en ook nu nog amper tot niet naar zijn kinderen uit de relatie met Negativs moeder omkijkt.
In de versie van Negativ en Ali B krijgt het nummer dan ook een heel andere betekenis: in zijn eigen couplet rapt Negativ richting zijn vader waarin hij hem kwalijk neemt dat hij nooit aanwezig was voor hem en zijn moeder. Ali B geeft ook een heel persoonlijke boodschap aan zijn deel waarbij hij aan zijn vader laat weten dat hij ondanks alles toch van hem houdt. En ten slotte rappen Negativ en Ali B een couplet voor hun eigen kinderen, waarbij ze vertellen dat ze hun kinderen nooit in de steek zullen laten.

### Versie van Suzan & Freek
In september 2020 werd Papa gezongen door Suzan & Freek in het AVROTROS-televisieprogramma Beste Zangers op NPO 1. Zij behaalden hiermee de 27e positie in de Nederlandse Top 40 op Qmusic en de 10e positie in zowel de Single Top 100 als de publieke hitlijst; destijds de Mega Top 30 op NPO 3FM.

### Versie van Jaap Reesema
In 2023 werd Papa gezongen door Jaap Reesema in het televisieprogramma Liefde voor muziek. Zijn versie behaalde de 33e positie in de Vlaamse Ultratop 50. In zowel de Vlaamse Radio 2 Top 30 als in Nederland de Nederlandse Top 40, de Single Top 100 als de 538 Top 50 werd geen notering behaald.

## Musici
- Stef Bos – zang
- Eric Melaerts – gitaar
- Bert Candries – basgitaar
- Alain van Zeveren; Yannick Fonderie – piano, synthesizer
- Marc Bonne – slagwerk
- Pietro Lacirignola – saxofoon
- Patrick Mortier – trompet

## Hitnoteringen

### Nederlandse Top 40
| "Papa" in de Nederlandse Top 40 - binnen: 02-03-1991 | "Papa" in de Nederlandse Top 40 - binnen: 02-03-1991 | "Papa" in de Nederlandse Top 40 - binnen: 02-03-1991 | "Papa" in de Nederlandse Top 40 - binnen: 02-03-1991 | "Papa" in de Nederlandse Top 40 - binnen: 02-03-1991 | "Papa" in de Nederlandse Top 40 - binnen: 02-03-1991 | "Papa" in de Nederlandse Top 40 - binnen: 02-03-1991 | "Papa" in de Nederlandse Top 40 - binnen: 02-03-1991 | "Papa" in de Nederlandse Top 40 - binnen: 02-03-1991 | "Papa" in de Nederlandse Top 40 - binnen: 02-03-1991 |
| Week                                                 | 1                                                    | 2                                                    | 3                                                    | 4                                                    | 5                                                    | 6                                                    | 7                                                    | 8                                                    |                                                      |
| ---------------------------------------------------- | ---------------------------------------------------- | ---------------------------------------------------- | ---------------------------------------------------- | ---------------------------------------------------- | ---------------------------------------------------- | ---------------------------------------------------- | ---------------------------------------------------- | ---------------------------------------------------- | ---------------------------------------------------- |
| Nummer                                               | 28                                                   | 19                                                   | 11                                                   | 8                                                    | 8                                                    | 10                                                   | 15                                                   | 26                                                   | uit                                                  |

### Nationale Top 100
| "Papa" in de Nationale Top 100 - binnen: 09-02-1991 | "Papa" in de Nationale Top 100 - binnen: 09-02-1991 | "Papa" in de Nationale Top 100 - binnen: 09-02-1991 | "Papa" in de Nationale Top 100 - binnen: 09-02-1991 | "Papa" in de Nationale Top 100 - binnen: 09-02-1991 | "Papa" in de Nationale Top 100 - binnen: 09-02-1991 | "Papa" in de Nationale Top 100 - binnen: 09-02-1991 | "Papa" in de Nationale Top 100 - binnen: 09-02-1991 | "Papa" in de Nationale Top 100 - binnen: 09-02-1991 | "Papa" in de Nationale Top 100 - binnen: 09-02-1991 | "Papa" in de Nationale Top 100 - binnen: 09-02-1991 | "Papa" in de Nationale Top 100 - binnen: 09-02-1991 | "Papa" in de Nationale Top 100 - binnen: 09-02-1991 | "Papa" in de Nationale Top 100 - binnen: 09-02-1991 | "Papa" in de Nationale Top 100 - binnen: 09-02-1991 | "Papa" in de Nationale Top 100 - binnen: 09-02-1991 | "Papa" in de Nationale Top 100 - binnen: 09-02-1991 | "Papa" in de Nationale Top 100 - binnen: 09-02-1991 |
| Week                                                | 1                                                   | 2                                                   | 3                                                   | 4                                                   | 5                                                   | 6                                                   | 7                                                   | 8                                                   | 9                                                   | 10                                                  | 11                                                  | 12                                                  | 13                                                  | 14                                                  | 15                                                  | 16                                                  |                                                     |
| --------------------------------------------------- | --------------------------------------------------- | --------------------------------------------------- | --------------------------------------------------- | --------------------------------------------------- | --------------------------------------------------- | --------------------------------------------------- | --------------------------------------------------- | --------------------------------------------------- | --------------------------------------------------- | --------------------------------------------------- | --------------------------------------------------- | --------------------------------------------------- | --------------------------------------------------- | --------------------------------------------------- | --------------------------------------------------- | --------------------------------------------------- | --------------------------------------------------- |
| Nummer                                              | 98                                                  | 77                                                  | 52                                                  | 40                                                  | 23                                                  | 14                                                  | 9                                                   | 8                                                   | 8                                                   | 11                                                  | 13                                                  | 19                                                  | 30                                                  | 39                                                  | 62                                                  | 87                                                  | uit                                                 |

### Vlaamse Ultratop 50
| "Papa" in de Vlaamse Ultratop 50 - binnen: 06-04-1991 | "Papa" in de Vlaamse Ultratop 50 - binnen: 06-04-1991 | "Papa" in de Vlaamse Ultratop 50 - binnen: 06-04-1991 | "Papa" in de Vlaamse Ultratop 50 - binnen: 06-04-1991 | "Papa" in de Vlaamse Ultratop 50 - binnen: 06-04-1991 | "Papa" in de Vlaamse Ultratop 50 - binnen: 06-04-1991 | "Papa" in de Vlaamse Ultratop 50 - binnen: 06-04-1991 | "Papa" in de Vlaamse Ultratop 50 - binnen: 06-04-1991 | "Papa" in de Vlaamse Ultratop 50 - binnen: 06-04-1991 |
| Week                                                  | 1                                                     | 2                                                     | 3                                                     | 4                                                     | 5                                                     | 6                                                     | 7                                                     |                                                       |
| ----------------------------------------------------- | ----------------------------------------------------- | ----------------------------------------------------- | ----------------------------------------------------- | ----------------------------------------------------- | ----------------------------------------------------- | ----------------------------------------------------- | ----------------------------------------------------- | ----------------------------------------------------- |
| Nummer                                                | 47                                                    | 43                                                    | 46                                                    | 49                                                    | 44                                                    | 38                                                    | 48                                                    | uit                                                   |

### Evergreen Top 1000
| Evergreen Top 1000 "Papa" | Evergreen Top 1000 "Papa" | Evergreen Top 1000 "Papa" | Evergreen Top 1000 "Papa" | Evergreen Top 1000 "Papa" | Evergreen Top 1000 "Papa" | Evergreen Top 1000 "Papa" | Evergreen Top 1000 "Papa" | Evergreen Top 1000 "Papa" | Evergreen Top 1000 "Papa" | Evergreen Top 1000 "Papa" | Evergreen Top 1000 "Papa" | Evergreen Top 1000 "Papa" | Evergreen Top 1000 "Papa" | Evergreen Top 1000 "Papa" | Evergreen Top 1000 "Papa" | Evergreen Top 1000 "Papa" |
| Jaar                      | 2008                      | 2009                      | 2010                      | 2011                      | 2012                      | 2013                      | 2014                      | 2015                      | 2016                      | 2017                      | 2018                      | 2019                      | 2020                      | 2021                      | 2022                      | 2023                      |
| ------------------------- | ------------------------- | ------------------------- | ------------------------- | ------------------------- | ------------------------- | ------------------------- | ------------------------- | ------------------------- | ------------------------- | ------------------------- | ------------------------- | ------------------------- | ------------------------- | ------------------------- | ------------------------- | ------------------------- |
| Positie                   | -                         | -                         | -                         | -                         | 36                        | 63                        | 180                       | 363                       | 74                        | 72                        | 94                        | 46                        | 15                        | 52                        | 55                        | 68                        |

### NPO Radio 2 Top 2000
| Nummer met noteringen in de NPO Radio 2 Top 2000 | '99 | '00 | '01 | '02 | '03 | '04 | '05 | '06 | '07 | '08 | '09 | '10 | '11 | '12 | '13 | '14 | '15 | '16 | '17 | '18 | '19 | '20 | '21 | '22 | '23 | '24 |
| ------------------------------------------------ | --- | --- | --- | --- | --- | --- | --- | --- | --- | --- | --- | --- | --- | --- | --- | --- | --- | --- | --- | --- | --- | --- | --- | --- | --- | --- |
| Papa                                             | 116 | 86  | 98  | 87  | 65  | 94  | 43  | 28  | 43  | 44  | 72  | 84  | 51  | 75  | 80  | 101 | 109 | 116 | 91  | 94  | 70  | 31  | 52  | 63  | 66  | 63  |

1. ↑  Een vetgedrukt getal geeft de hoogste notering aan.